# 五七干校
五七干校是中华人民共和国「文化大革命」时期为了贯彻毛泽东《五·七指示》精神兴办的农场，是集中容纳中国党政机关干部、科研文教部门的知识分子，对他们进行劳动改造、思想教育的场所。“干校”是“干部学校”的简称。

## 历史

### 五·七指示
1966年5月7日，毛泽东给林彪写了一封信，后被称为“五·七指示”。中共中央在1966年5月15日批转“五·七指示”时指出：“这是马克思列宁主义划时代的新发展。”从毛泽东的“五七指示”中可以看出，毛泽东此时已经把办军队式的“大学校”与“党政机关工作人员”联系起来，认为“党政机关工作人员”也要这样做；此时，他的思路已经向把干部集中起来办“大学校”转变了。在这个“大学校”，不光是参加生产劳动，而且把生产劳动与学习军事、学习政治、学习文化、批判资产阶级联系起来。但是，毛泽东的这一思路只是初步的：他也只是在提到工人、农民、解放军、学校都办这种“大学校”的同时，提了一下干部；具体怎么办，他还没有考虑好。

### 建立
1968年5月，黑龙江省革命委员会借纪念《五·七指示》发表两周年，在庆安县柳河镇办了个有500名省直机关人员参加劳动锻炼的农场。 同年10月5日，《人民日报》以《柳河“五七干校”为机关革命化提供了新经验》为题，用一整版篇幅进行了报道，并在配发的编者按中传达了毛泽东的“最新最高指示”：“广大干部下放劳动，这对干部是一种重新学习的极好机会。除老弱病残者外，都应该这样做。”此后全国各地竞相仿效。
中共中央及国务院等国家机关在河南等18个省、自治区建立了106所五七干校，遣送安置了十万多名下放干部、三万家属和五千名知识青年（子女）。各省、市（地）、县办的五七干校接受改造的学员多于十万人。1971年“九·一三事件”后，《人民日报》刊发社论《惩前毖后，治病救人》（1972年4月24日），要求正确执行党的干部政策，于是“解放”了一大批老干部和专家教授。随着他们的返城，五七干校也渐趋衰落、冷清，但谁也不敢贸然撤销五七干校；仍有一批人滞留在此。大多数地方，则把五七干校当作让干部轮流去劳动、学习一段时间的场所。当全国掀起“批林批孔”、“评法批儒”、“学习无产阶级专政理论运动”、“评《水浒》运动”时，各地的五七干校则成了办应景学习班的场所，平时只有看守房舍和农具。

### 撤销
1979年2月7日，国务院发出《关于停办“五七”干校有关问题的通知》，各地五七干校陆续宣告正式撤销。

## 内部生活
五七干校一般选址在偏远、贫穷的农村，去干校的人被称为“学员”。无论资历深浅、品级大小，所有人都叫“五七战士”。他们中间有党政机关干部、大大小小的走资派、科技人员、大专院校教师、反动学术权威等，有的还拖家带口，未成年的小孩被托给城里或家乡的亲友代管。在“知识分子成堆”的地方，如中国作协、中国科学院哲学社会科学学部等单位，连老弱病残除外的政策也被置于不顾，统统撵进干校；年纪最长的有七十（俞平伯）、六十（冰心、陈伯翰等）以上的人，丧失劳动力的、体弱的、深度近视的人就更多了。他们被不分年龄、性别，统统按照军队编制，编到划定的连、排、班去，由军宣队军人或工宣队师傅管理。他们被规定过军事化的生活，出工、收工必须整队呼口号、唱毛语录歌；要“早请示、晚汇报”，例行性地一日数次集体齐声“敬祝毛主席万寿无疆，祝林副主席身体健康”；甚至参加野营拉练。他们的学习内容是体力劳动：种田、挑粪、养猪、做饭、挑水、打井、盖房等，要求自食其力。有的因不堪重负，被劳累折磨诱发的疾病致死。
在各单位群众中派性斗争严重的情况下，五七干校被当作迫害异己、惩治走资派和知识分子的场所。这里也搞政治运动，如清查五一六等；同样的激烈、揪心，人人自危。但总的说，前紧后松；1975年姚文元挨批评后，预感有不祥降临时说：“亏我身体还好，挤挤公共汽车、到五七干校劳动都还行”。
五七干校既是牛棚的延伸，但火药味比牛棚略淡一些。与文革初期的群众性批斗相比，到干校相对是一种解脱，享有有限的人身自由；虽然仍有批斗等进行，但已下降到次要地位，多数不再是急风骤雨式的了。能成为“光荣的”五七战士，已经属于“候补被解放者”或“准被解放者”了，并非所有人都有这样的资格。对那些转到干校来的右派而言，这里的环境比他们过去的生活甚至还有所改善──这里的生活条件和待遇并不算太恶劣，甚至劳动强度也略小些。

## 评价
《五七一工程纪要》称为“变相失业”的场所。